# Staw rybny
Staw rybny – zbiornik wodny, sztuczny staw, który służy do hodowli lub tymczasowego przetrzymywania ryb.

## Kategorie stawów rybnych
- ogrzewalniki – woda przeznaczona na tarliska
- tarliska – małe i płytkie zbiorniki
- narybkowe – przesadki pierwszego i drugiego stopnia
- kroczkowe – występuje tylko w trzyletnim okresie hodowli
- towarowe – z dwuletnim cyklem produkcyjnym dla narybku wiosennego
- tarlakowe – dla przechowania tarlaków
- stawy-magazyny – do przechowywania ryb towarowych